# Yoji
Yoji, tidigare Yoji Biomehanika, är en av världens främsta diskjockeyer inom hardtrance, hardhouse och acid trance. Han är känd för sin speciella klädstil och sina energiska uppträdanden bakom och runt DJ-bordet.
Yoji är född och uppväxt i Osaka. Han driver sitt eget skivbolag Hellhouse. Fram till 2007 kallade han sig för Yoji Biomehanika.